# ابوسلبیخات بزرگ
ابوسلبیخات بزرگ، روستایی از توابع بخش مرکزی شهرستان اهواز در استان خوزستان ایران است.

## جمعیت
این روستا در دهستان غیزانیه قرار دارد و براساس سرشماری مرکز آمار ایران در سال ۱۳۹۵، جمعیت آن ۲۲۰ نفر (۴۸خانوار) بوده‌است.